# Francisco Chacón y Rincón
Francisco Chacón y Rincón (fl. XV-XVI secolo) è stato un pittore spagnolo, attivo verso la fine del XV secolo.

## Biografia

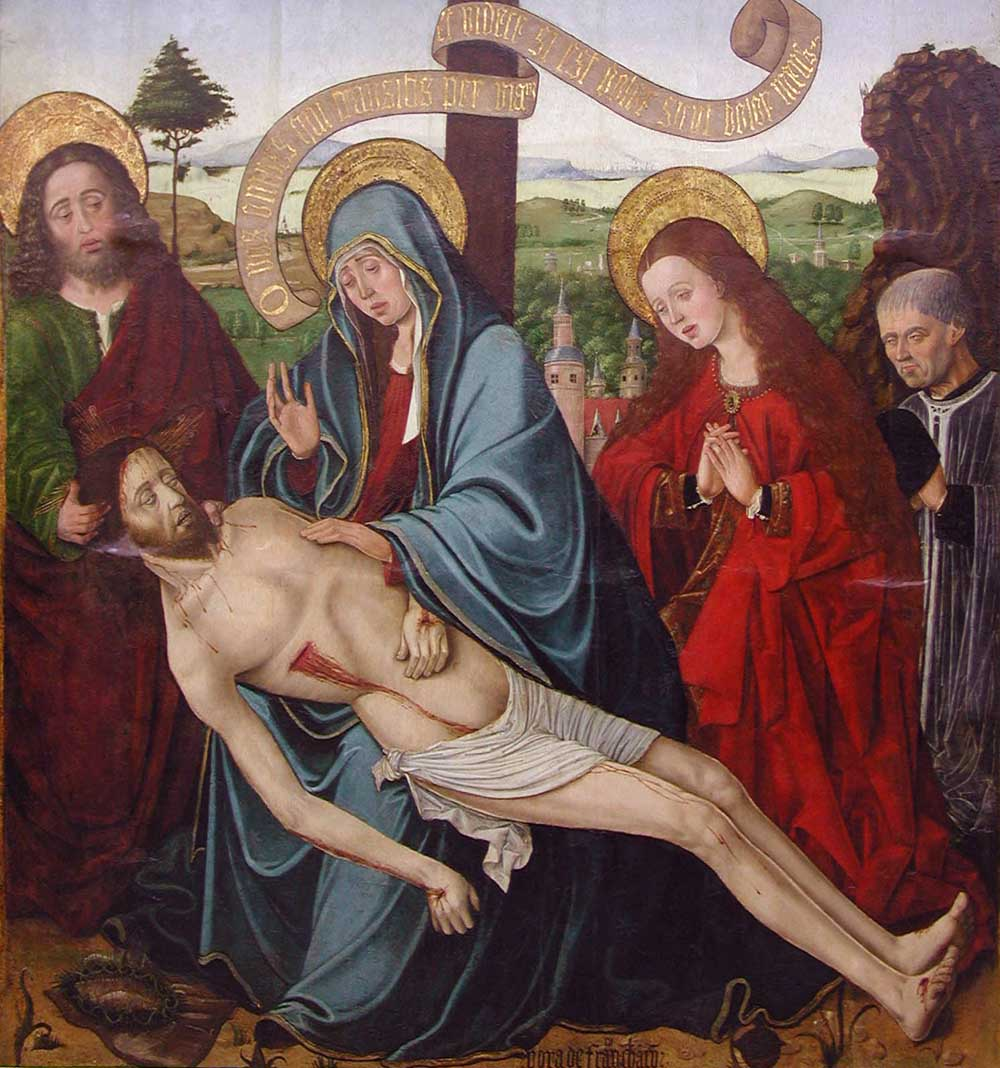
La Quinta Angustia,olio su tavola, 197 x 160.5cm, Museo de Bellas Artes de Granada

Certamente fu di origine castigliana, anche se non si hanno molte altre notizie su di lui. Presenta un duplice interesse: da un lato, in un documento del 1480, appare come pintor mayor dei re cattolici, incaricato di una specie di ispezione delle pitture del regno, molto significativa degli interessi della regina Isabella di Castiglia; dall'altro una Pietà, da lui firmata e conservata a Granada, rivela un felicissimo adattamento, in uno stile più disteso delle composizioni di Rogier van der Weyden ed anche della Pietà di Bartolomé Bermejo nella cattedrale di Barcellona.